# Ульяновск (подводная лодка проекта 885)
«Ульяновск» — российская многоцелевая атомная подводная лодка 4-го поколения проекта 885М «Ясень-М», находящаяся в стадии строительства.

## История строительства
Закладка подлодки состоялась 28 июля 2017 года.
По состоянию на март 2023 года строительство продолжается. По традиции часть экипажа составят уроженцы Ульяновской области.

### Проект 09853
В начале 2021 года ТАСС распространило сообщение, что постройка АПЛ «Ульяновск» ведётся по проекту 09853 как носителя системы вооружения «Статус-6», а не по проекту 885М.